# Średnie odchylenie bezwzględne
Średnie odchylenie bezwzględne (inaczej: odchylenie przeciętne) to średnia arytmetyczna z odchyleń bezwzględnych dla wszystkich elementów zbioru danych statystycznych
{\displaystyle D={\frac {\sum _{i=1}^{n}|x_{i}-{\hat {x}}|}{n}},}
gdzie:
- {\displaystyle x_{i}} – wartość dla {\displaystyle i}-tego elementu zbioru danych,
- {\displaystyle {\hat {x}}} – pewien ustalony punkt, zazwyczaj mediana lub średnia arytmetyczna,
- {\displaystyle n} – liczebność zbioru danych.

Odchylenie bezwzględne jest wykorzystywane jako miara zróżnicowania rozkładu. Ponieważ wykorzystuje wartości wszystkich elementów w zbiorze, jest miarą klasyczną.